# Alfredo Zagatti
Alfredo Zagatti (Ferrara, 21 settembre 1955) è un politico italiano.

## Biografia
Fin da giovane è membro del Partito Comunista Italiano nel quale ricopre vari gradi di responsabilità fino a diventare Segretario Provinciale di Ferrara nel 1988, carica che mantiene anche nel PDS dopo la svolta della Bolognina. Negli anni '80 viene eletto consigliere comunale a Ferrara, carica che mantiene fino al 1995. Viene successivamente eletto deputato nel 1992, confermando il proprio seggio anche alle elezioni del 1994 e del 1996; rimane in carica a Montecitorio fino al 2001 in rappresentanza dei DS. In tale anno diventa vicepresidente della Provincia di Ferrara, incarico che ricopre poi fino al 2007.
Successivamente è presidente nazionale di ASPPI (Associazione nazionale piccoli proprietari immobiliari).